# Bowden (Alberta)
Bowden es un pueblo canadiense situado en la provincia de Alberta.

## Superficie
Bowden tiene una superficie de 3,46 km².

## Demografía
En 2021, tenía 1280 habitantes, una densidad poblacional de 370,2 hab./km², y 622 viviendas.